# Ernst von Einem
Ernst Friedrich Arnold Karl Georg von Einem (* 12. Oktober 1856 in Herzberg; † 6. Mai 1931 in Braunschweig) war ein preußischer Generalleutnant im Ersten Weltkrieg.

## Familie
Einem war der Sohn des königlich hannoverschen Rittmeisters George August von Einem (1822–1858) und dessen Frau Julie, geborene von Hedemann (1831–1883). Er war der jüngere Bruder von Generaloberst Karl von Einem. Einem war seit dem 16. September 1879 mit Elisabeth Kemper verheiratet.

## Militärische Laufbahn
Einem wurde am 15. April 1876 aus dem Kadettenkorps kommend als Sekondeleutnant dem Hannoverschen Füsilier-Regiment Nr. 73 der Preußischen Armee überwiesen. Dort war er vom 27. September 1879 bis zum 12. September 1884 Adjutant des II. Bataillons und besuchte anschließend vom 1. Oktober des Jahres bis zum 20. Juli 1887 die Kriegsakademie, wo er am 16. Oktober 1886 zum Premierleutnant befördert worden war. Vom 20. März 1888 bis zum 20. September 1889 war er Regimentsadjutant und anschließend bis zum 17. Dezember 1891 unter Stellung à la suite seines Regiments als Adjutant zur 33. Infanterie-Brigade. Am 10. September 1890 war er à la suite beim Infanterie-Regiment Nr. 56 und wurde von dort am 15. Dezember des Jahres als Hauptmann einrangiert. Am 17. Dezember 1891 wurde er Kompaniechef im Niederrheinischen Füsilier-Regiment Nr. 39. Vom 17. Juni 1897 bis zum 3. Juli 1899 war er Adjutant des Generalkommandos des IX. Armee-Korps und wurde dort am 27. Januar 1898 zum Major im Mecklenburgischen Füsilier-Regiment Nr. 90 befördert. Am 3. Juli 1899 wurde er Kommandeur des Füsilier-Bataillons im Königin Elisabeth Garde-Grenadier-Regiment Nr. 3. Am 15. September 1904 wurde Einem Oberstleutnant beim Stabe des 1. Thüringischen Infanterie-Regiments Nr. 31.
Am 14. April 1907 wurde er zum Oberst und Kommandeur des Braunschweigischen Infanterie-Regiments Nr. 92 ernannt und übernahm am 20. März 1911 das Kommando der 40. Infanterie-Brigade der 20. Division.
Am 14. August 1913 folgte seine Ernennung zum Kommandanten von Spandau.
Während des Ersten Weltkriegs war Einem als Generalleutnant vom 3. Oktober bis zum 17. Dezember 1914 Kommandeur der 1. Landwehr-Division.